# 阪神1000系電車
阪神1000系電車（はんしん1000けいでんしゃ）は、阪神電気鉄道（阪神）が2006年に導入した優等列車用の電車である。急行・特急運用が主体であるため、急行形車両に分類されることがある。
本項では解説の便宜上、6両編成については大阪梅田・近鉄奈良方先頭車の車両番号 + F（Formation = 編成の略）を編成名として記述（例：1201以下6両編成 = 1201F）し、2両編成については制御電動車（Mc）の車両番号 + Fを編成名として記述（例 : 1501以下2両編成 = 1501F）とする。ただし近畿日本鉄道（近鉄）が制定している電算記号（各社の編成番号に相当）では6連は「HS（51-63）」、2連は「HT（01-09）」としている。

## 概要
2009年（平成21年）の西大阪線西九条 - 近鉄難波間の延伸による阪神なんば線の開業とともに近鉄との相互直通運転を行うこととなり、従来の山陽電気鉄道本線に加えて近鉄難波線・奈良線にも対応した急行系車両として2006年（平成18年）に登場した。
先に登場した9000系および9300系を基本としながらも、「ヨソイキ・モード」と名付けたデザインテーマのもと、新たな沿線において阪神の顔となる車両として、または「ちょっと乗って出かけてみたくなる車両」として親しまれることを目標とし、従来車の伝統を受け継ぎつつ、車内・外のデザインが一新された。従来の伝統と新機軸を調和させて、阪神の次世代標準車両として相応しい仕様を目指した設計とされている。
1000系の車両形式は、2005年に開業100周年を迎えた阪神が「次の新しい100年へのスタートという節目に最初に開発する車両」であり、9300系まで重ねてきた形式番号を「1」から再スタートするという意味を込めて付与された。直接の繋がりはないが、阪神には過去に1001形など1000番台を名乗る形式が存在した。
6両編成13本と2両編成9本の計96両が製造され、導入に伴い7801形、8901形、2000系が全車置き換えられた。このうち、8901形は西大阪線延伸を見据えて製造された3801形を種車とする車両であったが、阪神なんば線開業目前の2009年2月に廃車となった。
長期にわたり阪神の車両を製造していた武庫川車両工業が解散したため、1000系の製造は近畿車輛で行われた。阪神にとって同社への発注は田中車輛時代の1936年発注の1141形以来70年ぶりであるが、8000系「タイプIV」の製造時に設計に参画したことがあった。
1000系は約5年の新製期間で8000系に次ぐ100両に迫る大所帯となり、短期間に大量増備された7801・7901形になぞらえて「平成のR車」との見方もなされた。山陽・近鉄への乗り入れに対応したことで、1両あたりの製造単価は1億3,000万円とされる。
本形式は他の急行形車両とともに「赤胴車」という位置付けであるが、近鉄との相互直通運転に対応する車両であるため、阪神なんば線と近鉄難波線・奈良線では普通・区間準急・準急の運用にも使用される。

## 車両概説

### 車体
9000系以来のステンレス製である。1000系では環境問題に配慮し、ステンレス車体とすることで外板の無塗装化を図った。構体には最新技術のレーザー溶接が採用されており、従来のスポット溶接と比較して溶接痕が目立たず、仕上がりを美しくするとともに車体強度の向上を図っている。運転台部分は普通鋼製で、塗装により仕上げている。
塗装は急行系車両「赤胴車」の基本色を引き継ぎ、オレンジ系の新色である「ヴィヴァーチェオレンジ」を採用し、前面のブラックフェイスにアクセントとして配した。「ヴィヴァーチェ」とは、音楽用語で演奏記号の「活発に早く、生き生きと」を意味する言葉である。側面は客用扉部とその上部にオレンジを配し、戸袋部は白の横縞模様をあしらい、車体の溶接継ぎ目を目立たなくしている。前面の黒色とオレンジのアクセントが相まって、阪神タイガースの球団旗を連想させるとの見方もなされた。
前頭部は貫通扉付で、基本形状は直立円柱のカーブ面とし、わずかにふくらみを持たせることでボリューム感と立体感を強調した。連結する奈良側(HTは両側)に桟板と電気連結器が装備され、HT(2両)には貫通扉に取手が設けてある。反対側(三宮側)は貫通しないことを前提としているので、ワイパーが設けられている。
前面裾部は9300系の裾部形状を発展させた斜めカットのデザインとなり、標識灯・尾灯はカットしたラインに合わせたカーブとしている。裾部のカット面で立体としての存在感を強調するとともに、前照灯と標識灯の配置を9300系と合わせることで、阪神の車両としてのイメージを継承している。
側窓は出入口間が2連窓で、片側が下降窓、もう片側が固定窓となっている。車端部の窓は固定窓である。床面高さは5500系以降と同じく1,130mmと低くなっており、ホームとの段差を縮小している。客用乗降口の幅は9300系と同じく1,300mmとされた。
種別・行先表示器は阪神電車で初のLEDを採用し、視認性の向上を図った。前面の種別表示器はフルカラーLED、行先表示器は白色LEDが採用されている。側面は種別・行先一体の表示器で、種別部がフルカラーLED、行先部が白色LEDとなっている。側面は一定速度以上で消灯し、機器寿命を延長している。

### 内装
車内の座席配置はオールロングシートとなり、腰掛にはバケットシートが採用されている。モケットは一般席がグリーン基調、優先座席はグレー基調となっている。グリーンはドア部分のオレンジに対比して目を和ませる色として採用、グリーン系の糸と明るい紫色の糸を織り合わせることでオリーブ色を創出した。袖仕切りの内側にもモケットを張り、着席客への「当たり」に配慮している。カーテンや荷棚先端部も同系色のグリーンでまとめ、統一感を持たせている。
スタンションポールは、車体の中央方向へ大きく膨らませることで立席客と着席客との間合いを大きく取り、上部を車側方向へカーブさせることで立席客の視覚的圧迫感の軽減を図った。床材はオリーブグリーンが引き立つように淡い小豆色となった。1207F以降の増備車の床色は、黒系の汚れが目立つとして濃い色に変更され、グレーブラウン系となっている。
化粧板は明るいグレーを基調としながらも、側面部と妻部で使い分けが行われている。側板は「江戸小紋」をアレンジした模様を配して味わい深い印象を狙い、妻面は木目柄として温かみを与えている。
バリアフリー対応として、車椅子スペースを全車両に設け、立席客用の手すりと非常通報装置も設置した。車内案内表示器は、従来車と同様に山側に2か所・浜側に1か所のドア上に設置されている(三色LED表示)が、表示器と扉開閉ブザーに加えて扉開閉予告灯を設置し、安全面での配慮を強化している。
室内灯は、韓国の大邱地下鉄放火事件（2003年）を受けた火災基準の改定に対応するため、蛍光灯のグローブ（カバー）が省略された。ベース本体と反射材を一体化し、ソケットも本体と同一材料・同一仕上げとして、カバーレスながらもグローブ型と同等のデザイン性を維持した。空調の吹き出し口や側小天井は灯具の形状を活かしたデザイン設計が行われ、天井ユニット全体の連続性を持たせ、一体感を持たせる仕上がりとなった。
訪日外国人客への対応として、2019年3月20日より阪神なんば線の列車で多言語の車内自動放送が導入されることとなり、自動放送に用いる携帯タブレット端末へのコネクタを車掌側に取り付ける改造を行った。

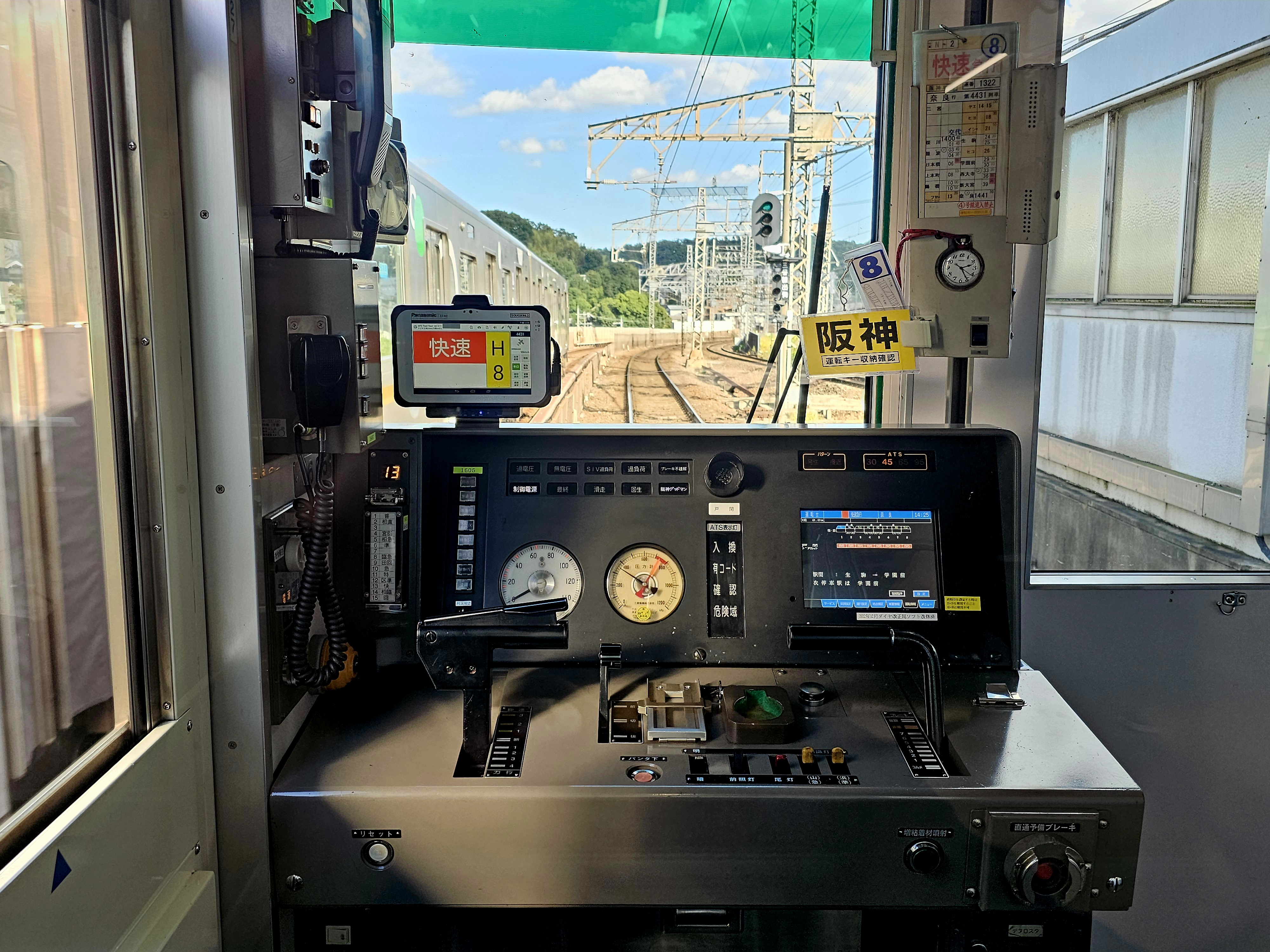
運転台

#### 乗務員室
乗務員室は従来の阪神・山陽用に加えて近鉄用の運転保安装置類も搭載するため、奥行きを従来車の1,615mmから160mm拡大して1,775mmとなり、天井通路内部にも機器の設置スペースを確保した。このため、運転台直後の座席が従来車の3名から2名に減少したほか、背面の仕切り窓の面積が縮小されている。
マスコン・ブレーキハンドルは9300系と同じ2ハンドル式であるが、マスコンはデッドマンスイッチ付きとなり、近鉄線内の走行を考慮した抑速ブレーキ（1 - 3ノッチ）のポジションを追加している。
保安装置は阪神・山陽用のATSと列車無線のほか、近鉄用のATS/列車無線も準備工事扱いで装備された。運転室内には阪神・近鉄の各走行線区に対応した保安機器への一括切り替えを行う「相直切替スイッチ」を乗入れ車共通で設置され、運転士と車掌との間で使用される合図用の電鈴も近鉄仕様（単打式）と阪神仕様（連打式）両方に対応し切り替わるようになっている。放送装置は増結車のみに放送可能な機能が付加されたほか、乗務員室から連結・解放作業が可能なように車掌台側のきせ内に連結解放器を設置した。
増結時に中間に位置する先頭車の1201形 (Tc1) ・1501形 (Mc) ・1601形 (Tc) では、貫通時には貫通路と運転台・車掌台を折戸で仕切り、乗務員室の閉鎖が可能になっている。乗務員室と客室の間の仕切り扉は引き戸となり、火災対策に配慮している。

### 主要機器
台車は5500系より採用されているモノリンク式ボルスタレス台車で、住友金属工業（現・日本製鉄）製SS-171M（電動車用）・SS-171T（付随車用）を装着する。9300系用のSS-144B・SS-044Bを基本に、側梁をプレス鋼板溶接構造に代わり4面鋼板溶接構造とするなどの変更を実施した。ヨーダンパの準備工事を行っている。
連結器は、阪神が先頭連結器として採用していたバンドン式密着連結器から廻り子式密着連結器に順次更新しており、1000系でも当初より廻り子式を採用した。6両編成の1201形 (Tc1) と2両編成の1501形 (Mc) と1601形 (Tc) には電気連結器を装備するとともに、胴受装置を復心式機構付きとして、連結器に対して常に車体中心の位置を取らせることで、増結時の作業時間短縮を図っている。阪神における電気連結器の採用は戦中の鋼製小型車881形で試用されて以来である。排障器（スカート）も切り欠きのあるタイプで、電気連結器のない1201形 (Tc2) とは形状が異なっている。
3両ユニットの分割部となる1101形 (M2) の神戸方と1301形 (T) の大阪方には、検査時の車庫内走行用の簡易運転台が設けられている。連結器は廻り子式で、簡易運転台側の妻面には前照灯が設置された。それ以外の中間部分に半永久連結器を装備している。
主電動機は従来車同様のかご形三相誘導電動機を搭載しているが、MT比の見直しにより従来の130kWから170kWに出力を増強、東洋電機製造製TDK-6147-Aを採用した。歯車比は従来と同じ97:16、駆動装置の継手はTD継手である。
制御装置はVVVFインバータ制御を、補助電源装置は静止形インバータ (SIV) を採用している。6両編成では各電動車にIGBT素子を高耐圧IPMに組み込んだ三菱電機製MAP-174-15V163を搭載し、1基の制御装置で4台のモーターを駆動する1C4M方式となっている。また、M1車とM3車には東芝製の150kVAのSIVであるINV164-L0を搭載、1基のSIVが故障しても冷房などのサービス電源を稼動させる電力を確保する受給電設備を搭載している。
2両編成では、IPMを用いた1C2M方式のVVVFインバータ制御装置を2群と、90kVAのSIVを一体化したV/Sデュアルモード車両制御装置を採用、どちらの形式名もMAP-174-15V162である。この装置はVVVF制御とSIVの電力変換機能の共通性を利用し、SIVが故障した場合に2群のうち一方の群のVVVF制御装置をCVCFモードで動作させ、SIVに冗長性を持たせている。万が一の故障時のサービス低下防止を目的に採用した。
ブレーキ装置は従来車同様の回生ブレーキ併用電気指令式空気ブレーキのMBSAを採用している。回生ブレーキ作動時には停止直前まで作動する純電気ブレーキ機能付きとなった。
冷房装置は、5500系以降阪神の標準となったセミ集中式のCU-703Aを2基搭載した。
パンタグラフは、阪神では初となるシングルアーム式のPT7160-A形を新造時より採用、車体側は従来の下枠交差式パンタグラフの搭載にも対応した構造となっている。1501形 (Mc) には2基、1001形 (M1, M3) と1101形 (M2) には1基搭載する。
1501形 (Mc) の先頭部には転落防止放送装置が設けられており、連打音のメロディの後に「車両連結部です。ご注意ください」との自動放送が流れる。

## 編成
編成は6両編成と2両編成の2種類があり、併結により最大10両編成で運用される。併結時は幌を接続しての貫通が可能である。併結の際は1501形（Mc）が持つ幌を接続し、桟板を下ろして貫通路を構成する。6両編成の神戸方先頭車となる1201形（Tc2）は併結対応とせず、準備工事としている。
6両編成は9300系と同様に3両ユニット2本の構成であるが、主電動機の出力増強により従来の4M2TのMT比が見直され、大阪方から「Tc1-M1-M2」と「T-M3-Tc2」のユニットによる3M3Tの編成組成となった。一方の2両編成は大阪方から「Tc-Mc」の1M1Tとなっている。急行系の新造車でのMc車・T車は久々の登場である。

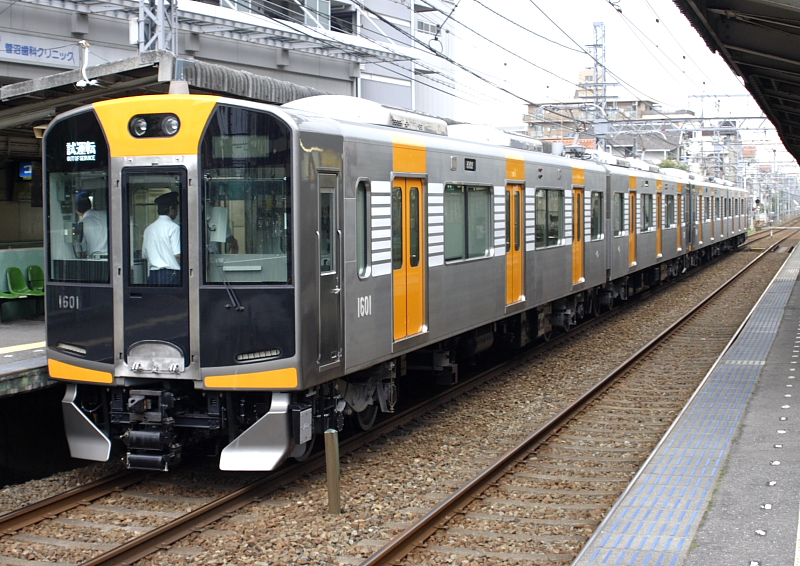
増結編成
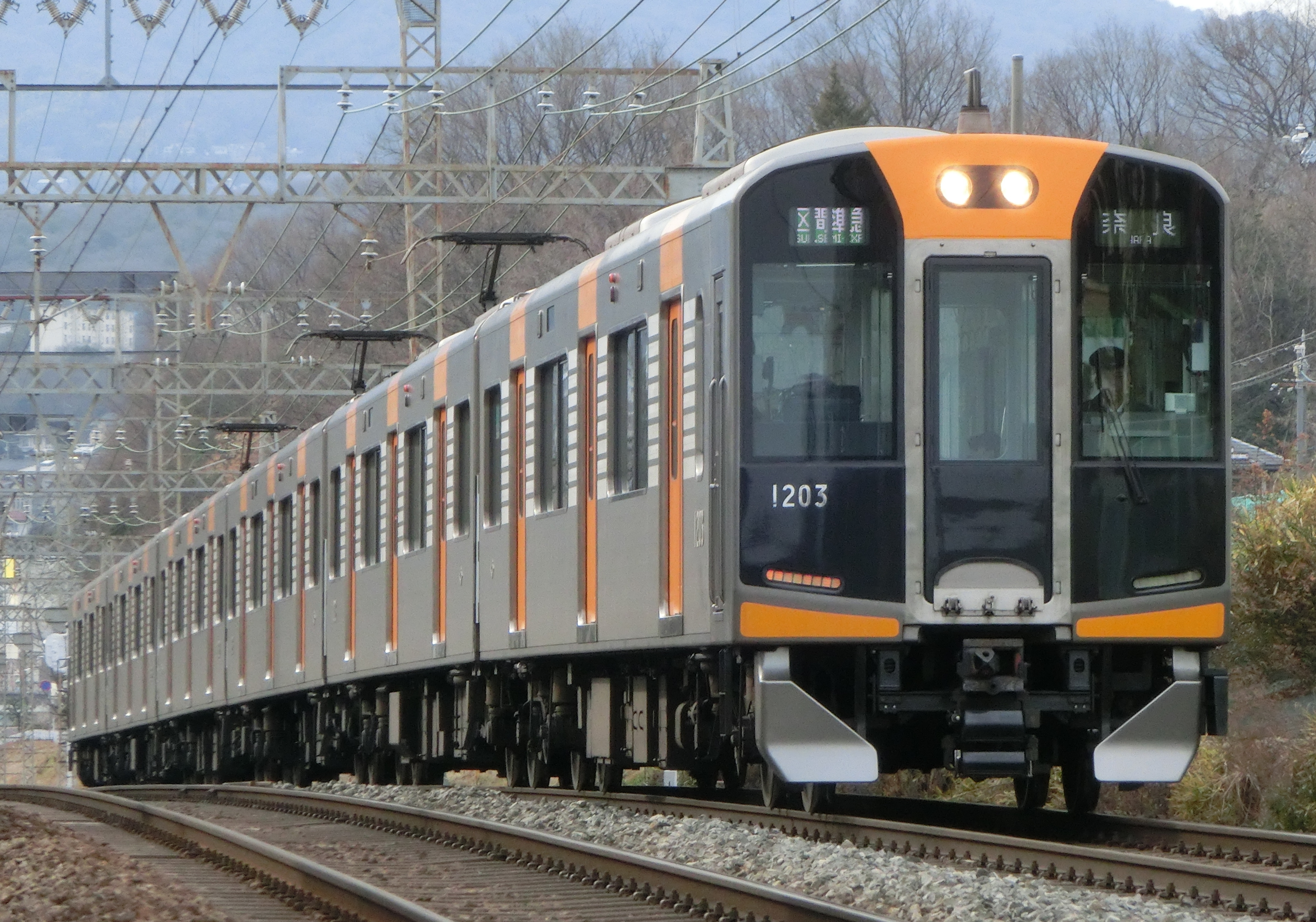
基本編成

### 編成と諸元
基本となる編成と各車の諸元、車両番号の一例を記す。9300系までは同一形式の奇数・偶数の背中合わせで1編成としていたが、1000系では神戸方のM3車・Tc2車に50番台を付番した。
| 方向         | ← 大阪・奈良神戸・姫路 → | ← 大阪・奈良神戸・姫路 → | ← 大阪・奈良神戸・姫路 → | ← 大阪・奈良神戸・姫路 → | ← 大阪・奈良神戸・姫路 → | ← 大阪・奈良神戸・姫路 → |
| 形式         | 1201形                   | 1001形                   | 1101形                   | 1301形                   | 1001形                   | 1201形                   |
| 車種         | クハ Tc1                 | モハ M1                  | モハ M2                  | サハ T                   | モハ M3                  | クハ Tc2                 |
| 車両番号     | 1201                     | 1001                     | 1101                     | 1301                     | 1051                     | 1251                     |
| 自重         | 29.5 t                   | 35.0 t                   | 32.5 t                   | 25.5 t                   | 35.0 t                   | 29.5 t                   |
| 定員（座席） | 123 (44)                 | 133 (50)                 | 133 (50)                 | 133 (50)                 | 133 (50)                 | 123 (44)                 |
| 搭載機器     | CP                       | VVVF, SIV                | VVVF                     |                          | VVVF, SIV                | CP                       |

| 方向         | ← 大阪・奈良 | ← 大阪・奈良 |
| 形式         | 1601形       | 1501形       |
| 車種         | クハ Tc      | クモハ Mc    |
| 車両番号     | 1601         | 1501         |
| 自重         | 29.5 t       | 37.5 t       |
| 定員（座席） | 123 (44)     | 123 (44)     |
| 搭載機器     | CP           | VVVF, SIV    |

- VVVF: 主制御器
- SIV: 補助電源装置 (静止形インバータ)
- CP: 空気圧縮機

## 沿革
製造初年度となる2006年度は、1次車として6両編成1本と2両編成2本の合計10両が新造された。10月上旬より順次尼崎車庫に搬入され、報道陣向けに公開された。車籍編入は新年度以降となり、1201Fが2007年6月4日に、1501Fと1502Fが6月8日に竣工となった。搬入以降は夜間に試運転が行われていたが、6月には日中の本線試運転が開始された。同年9月までに山陽姫路駅にも試運転で入線した。
営業運転開始を前に、2007年9月には試乗会が行われた。試乗会は9月13日に報道陣向けに、同年9月17日に一般向けに開催。
2007年10月5日から営業運転を開始し、梅田駅では出発式が開催された。6両編成は当初は梅田駅 - 須磨浦公園駅間のみの運用であったが、2007年11月26日に山陽電鉄の東二見車庫へ回送、2008年1月21日に直通特急として初めて山陽姫路駅に入線した。増結用の2両編成は2本併結の4両編成で西大阪線の運用に充当されていた。2009年1月23日から新線区間の試運転を兼ねて本系列と9000系の6両編成に変更されたため、4両編成は尼崎駅構内での増解結訓練に使用されることとなった。
阪神なんば線開業を翌年に控えた2008年より、1000系の近鉄奈良線内での試運転が開始された。同年4月上旬、1503F + 1504Fが阪神なんば線のPRラッピングとヘッドマーク装着を施した後に近鉄高安検修センター（高安検車区）に陸送で搬入され、5月20日より大和西大寺駅 - 東花園駅間（一部は東生駒駅 - 東花園駅間）で試運転を開始した。同時期には近鉄直通改造工事を受けた9000系9201Fも近鉄線に搬入され、6月より1000系と同じ区間で試運転を開始している。
8月23日には、西大寺検車区にて1000系の撮影会と試乗会が行われた。撮影会では近鉄9020系の相互直通PRラッピング車と並べられ、撮影会終了後は西大寺検車区→東花園駅→大和西大寺駅での行程で試乗会が実施された。
10月13日に開催された「きんてつ鉄道まつり」では五位堂検修車庫にて本系列が展示された。
2009年1月11日深夜、1503F+1504Fは9000系6両編成と併結した10両編成となり、近鉄の大和西大寺から阪神の尼崎まで回送された。1503F+1504Fは同月17日より西大阪線の運用に復帰している。
2025年8月下旬頃より順次、現行の黄色系のカラーから「Re Vermilion」と名付けられた赤系のカラーに変更される予定であることが発表されている。1202Fを皮切りに全編成に施工される予定である。

## 運用
阪神なんば線では三宮駅 - 近鉄奈良駅間の快速急行を中心に、尼崎駅 - 奈良駅間の準急・区間準急・普通運用もある。運用上の都合から、近鉄線内完結の列車にも使用される。本線系では直通特急や須磨浦公園駅までの特急、区間特急や急行などで運用される。
2両編成の増結車は、快速急行での基本編成6両と併結した8両編成で神戸三宮まで直通するのが主体である。
3ユニットを連結した6両編成での運用も可能で、運用上の都合による代走や、阪神甲子園球場での野球開催時の臨時特急などでの運用実績がある。
過去に「きんてつ鉄道まつり」で本系列が展示されたことがあり、その際は五位堂検修車庫への回送のため通常は走行しない近鉄大阪線を走行している。

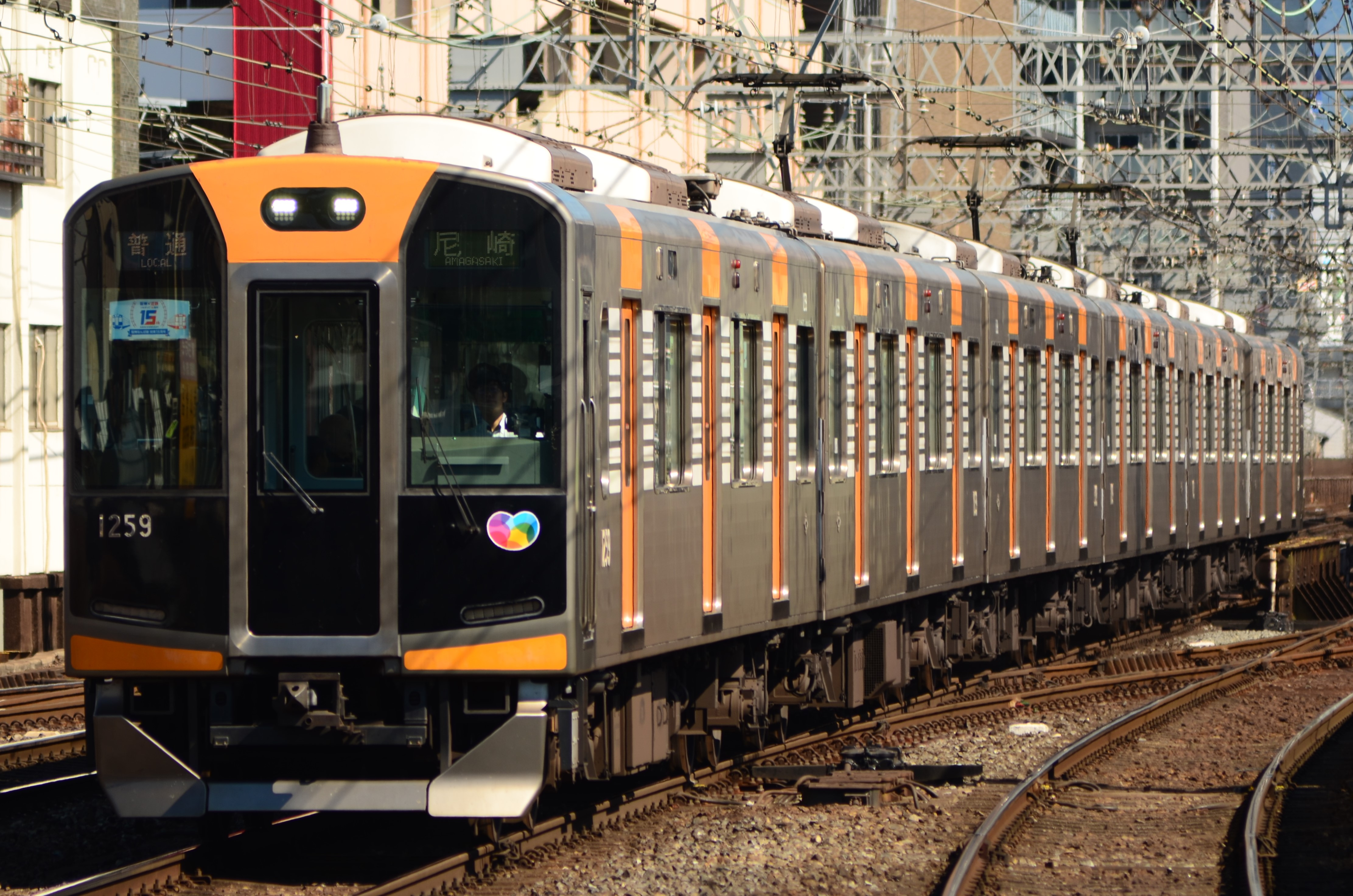
近鉄線内運用に就く1209F
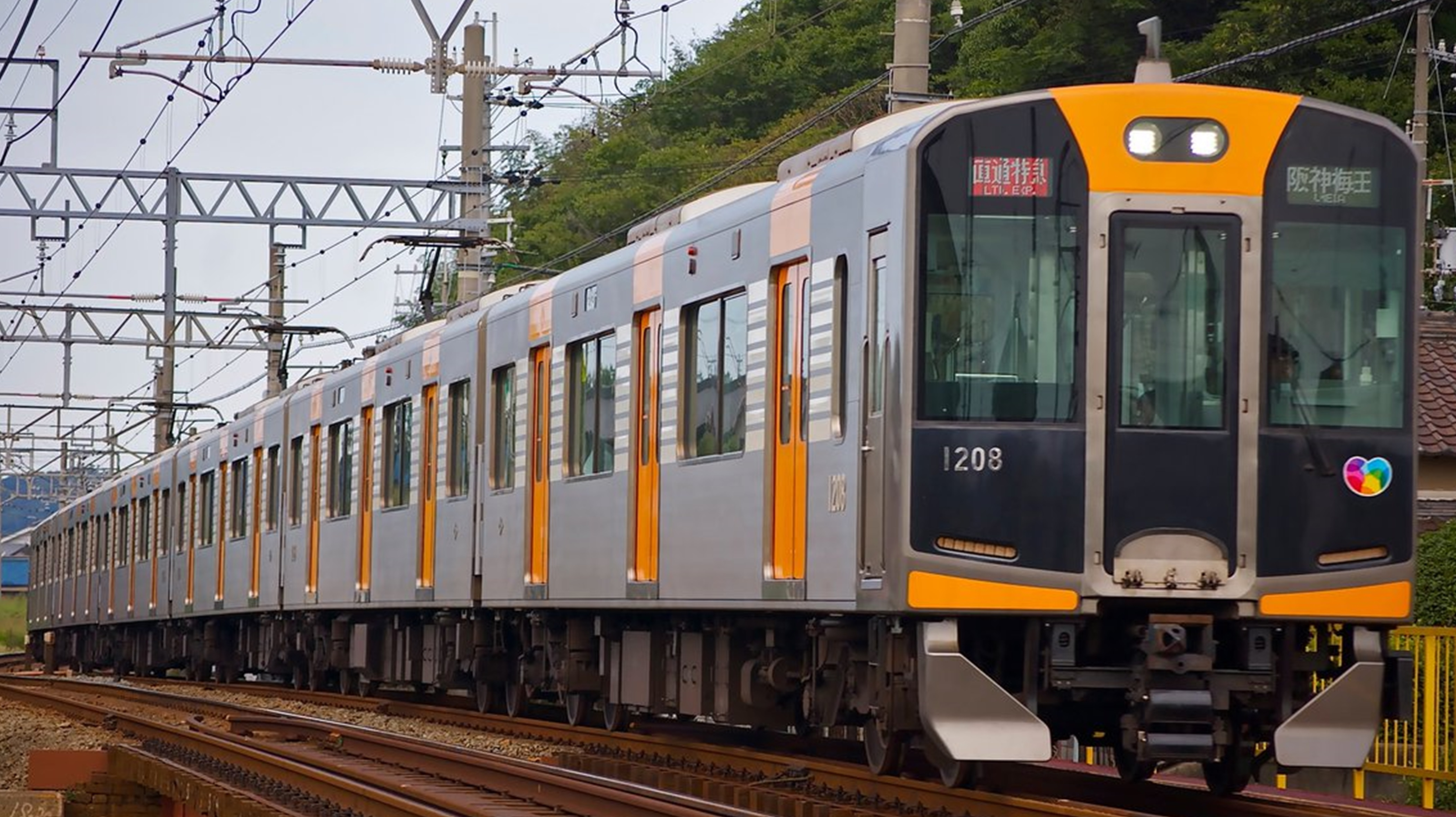
直通特急に充当される6両編成

## 車体装飾
2016年11月より、1204Fが「夢を走らせよう!」ラッピング電車になっている。
2017年10月より、1207Fが「Go!Go!灘五郷!」ラッピング電車になっている。
2019年1月16日より、1210Fが「阪神近鉄直通10周年」ラッピング電車として、運行を開始した。
2019年5月27日より、「阪急阪神 未来のゆめ・まちプロジェクト（ゆめ・まちプロジェクト）」10周年を記念して、「SDGsトレイン 未来のゆめ・まち号」の運転を開始した。1204Fにラッピング施工されており、2020年5月末まで運行される予定であったが、大阪・関西万博が開かれる2025年まで運行期間が延長になった。
2019年3月9日より、1208Fが「阪神電車×桃園メトロ連携記念ラッピング列車」となり運行を開始した。
2023年11月7日から2024年1月31日まで、阪神タイガースが日本一になったことを記念して1201Fが「阪神タイガース日本一記念ラッピング車」として運行されていた。
2023年11月30日に，大阪，夢洲で2025年開催予定の大阪万博より500日を迎えるにあたり，当日より、1206F（HS56）編成が，大阪・関西万博 号として，2025年10月13日（万博会期終了）まで運行される。
2024年4月24日から1204Fが3代目「SDGsトレイン 未来のゆめ・まち号」の運行を開始した。

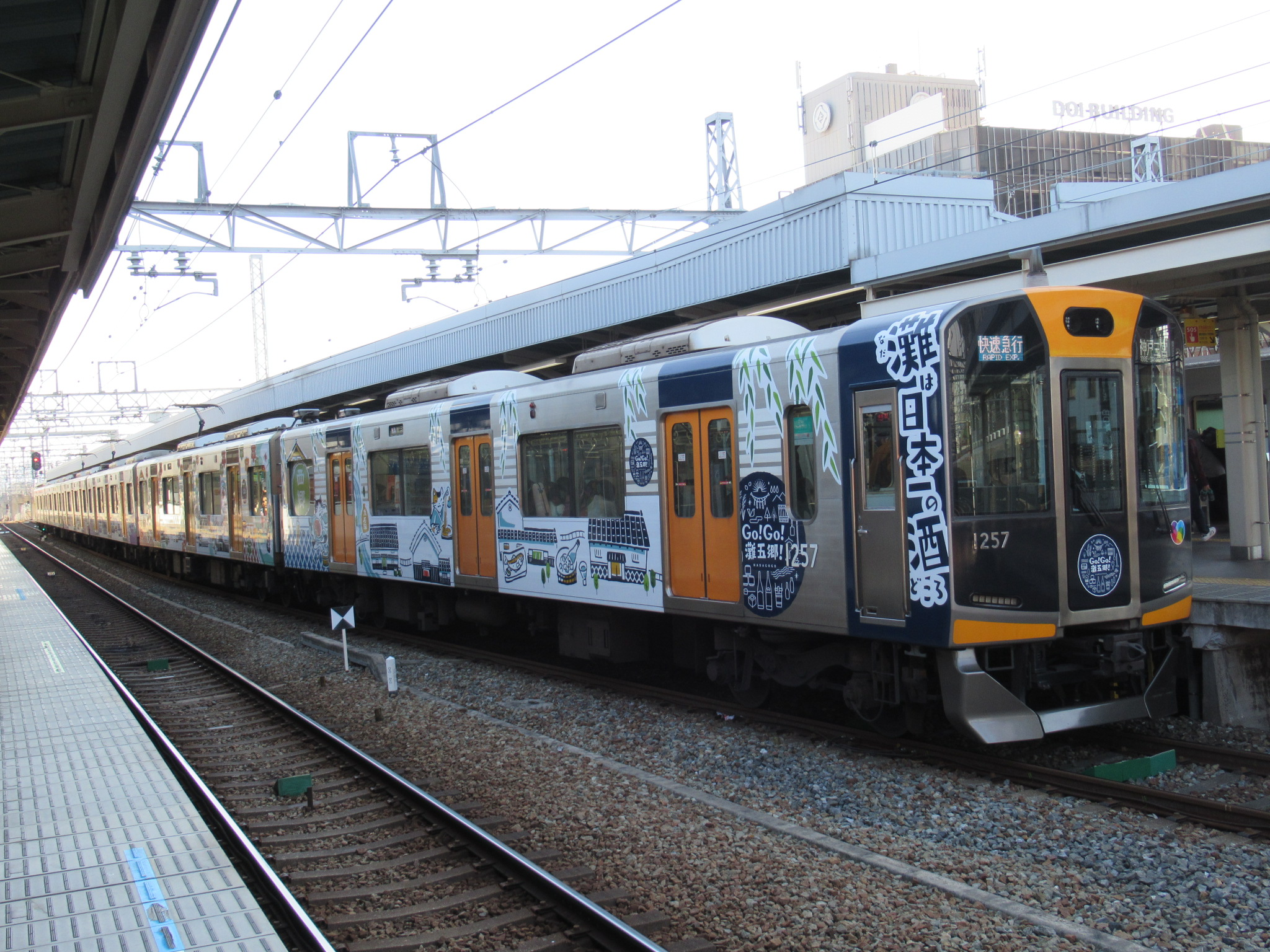
「Go!Go!灘五郷!」ラッピング電車《1207F》 （2017年12月3日）
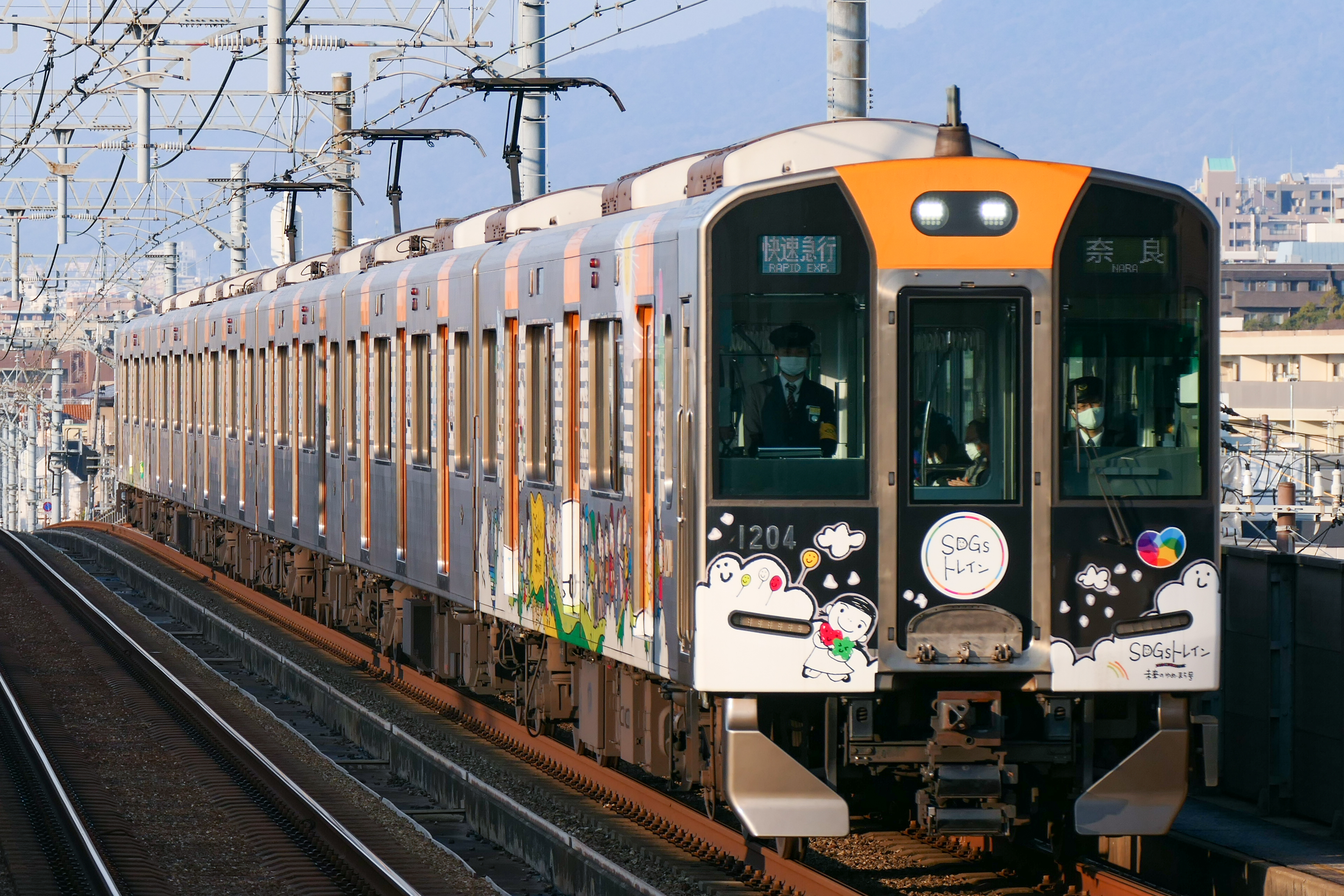
初代 SDGsトレイン 未来のゆめ・まち号 《1204F》（2021年12月25日 打出駅 - 香櫨園駅間）
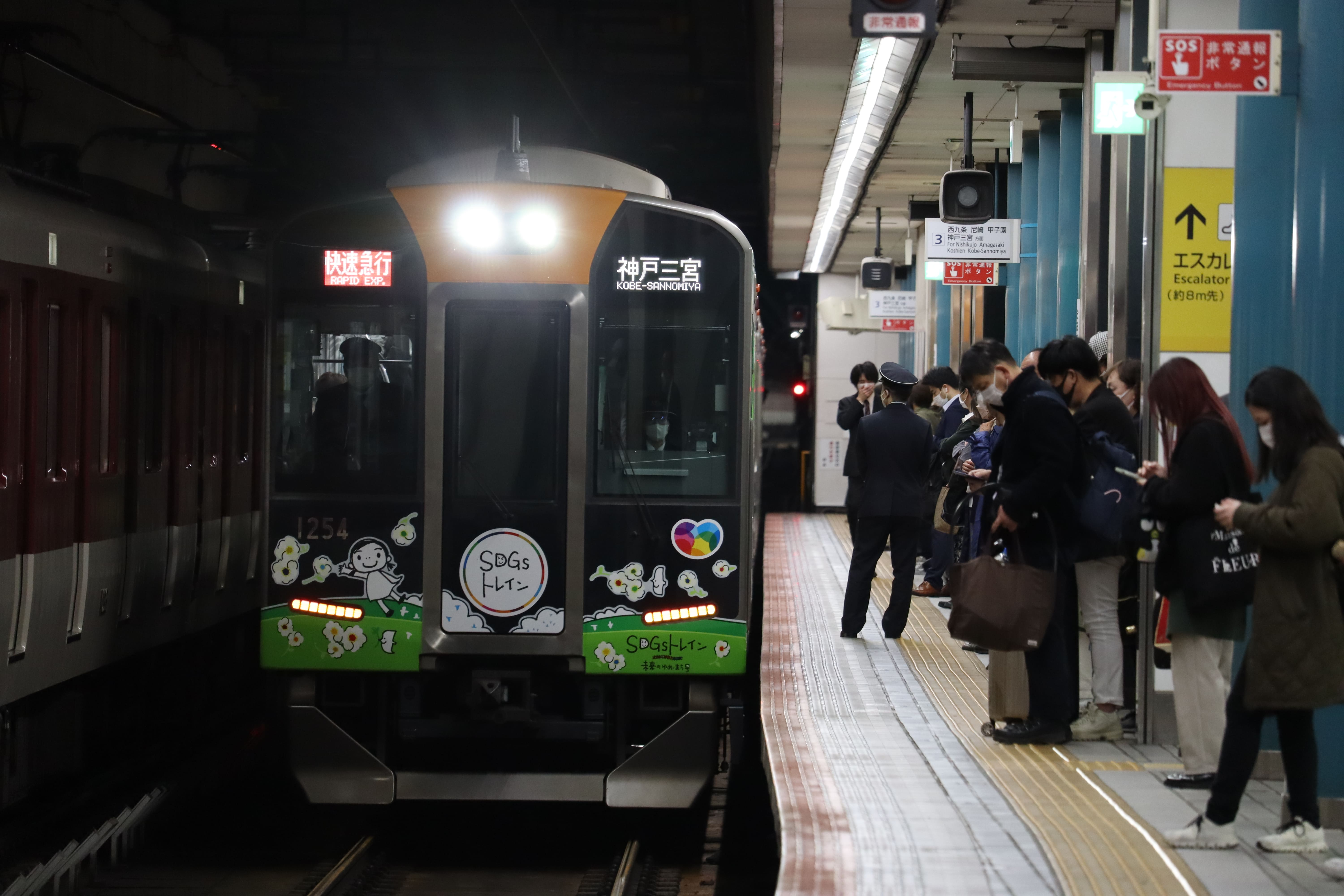
2代目SDGsトレイン 未来のゆめ・まち号《1204F》(2023年3月16日 大阪難波駅)
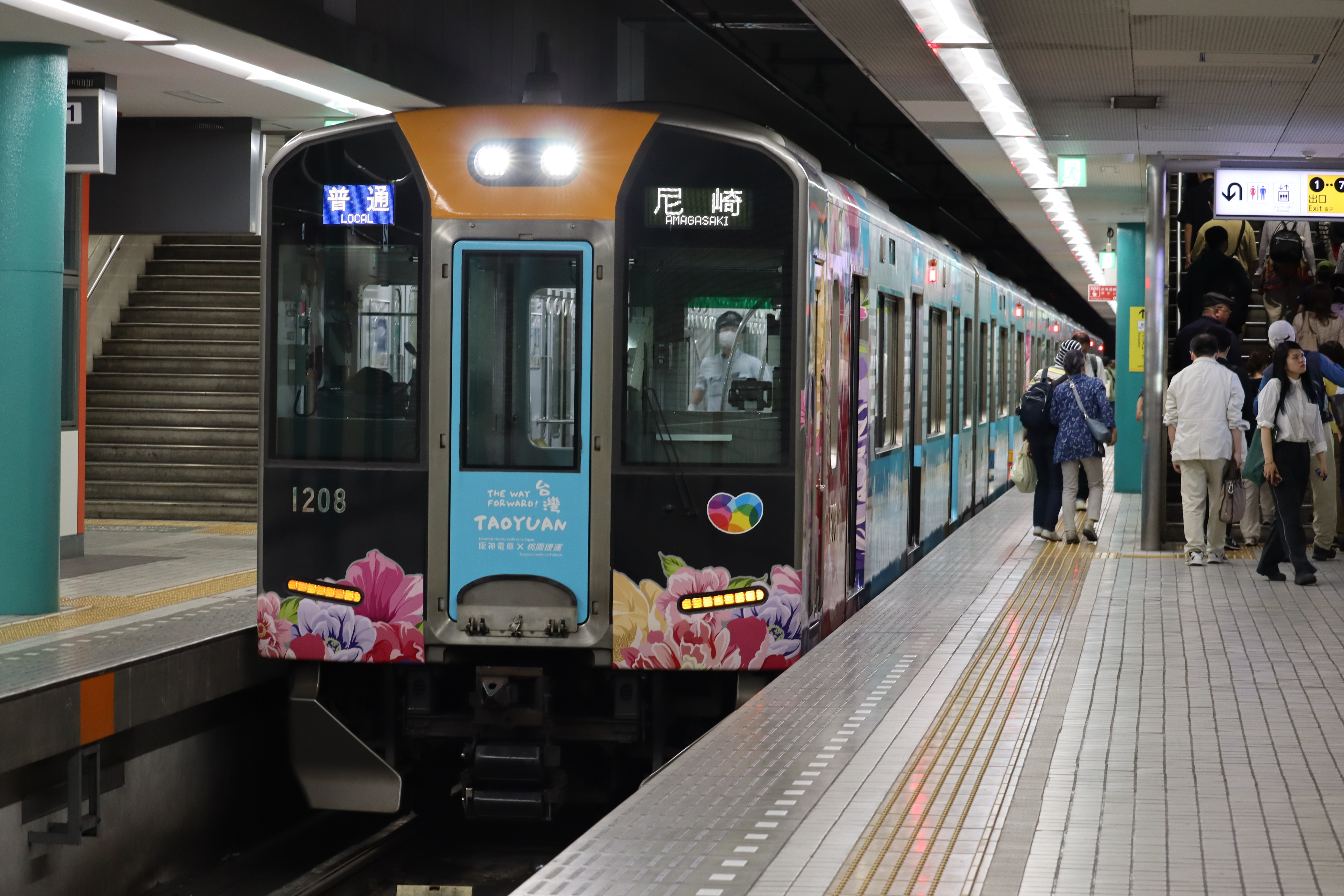
「阪神電車×桃園メトロ連携記念ラッピング列車」《1207F》(2023年5月28日 近鉄奈良駅)
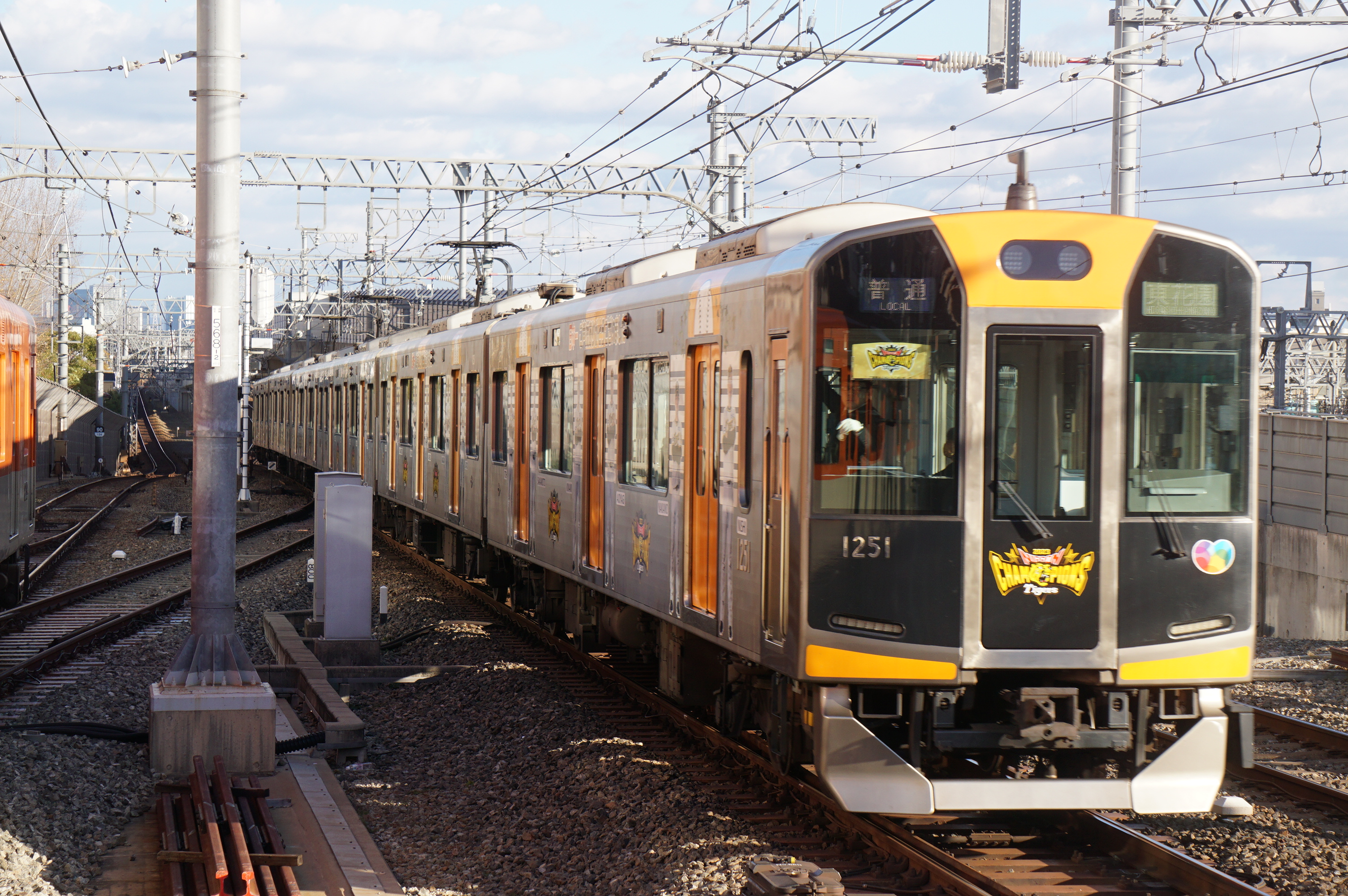
阪神タイガース日本一ラッピング車《1201F》 （2023年12月2日 尼崎駅）

## 編成表
2017年4月1日現在、6両編成は13編成78両、2両編成は9編成18両が在籍する。
| 方向     | ← 大阪梅田・近鉄奈良神戸三宮・山陽姫路 → | ← 大阪梅田・近鉄奈良神戸三宮・山陽姫路 → | ← 大阪梅田・近鉄奈良神戸三宮・山陽姫路 → | ← 大阪梅田・近鉄奈良神戸三宮・山陽姫路 → | ← 大阪梅田・近鉄奈良神戸三宮・山陽姫路 → | ← 大阪梅田・近鉄奈良神戸三宮・山陽姫路 → | 竣工           |
| 電算記号 | クハ Tc1                                 | モハ M1                                  | モハ M2                                  | サハ T                                   | モハ M3                                  | クハ Tc2                                 |                |
| HS51     | 1201                                     | 1001                                     | 1101                                     | 1301                                     | 1051                                     | 1251                                     | 2007年6月4日   |
| HS52     | 1202                                     | 1002                                     | 1102                                     | 1302                                     | 1052                                     | 1252                                     | 2008年2月14日  |
| HS53     | 1203                                     | 1003                                     | 1103                                     | 1303                                     | 1053                                     | 1253                                     | 2008年3月12日  |
| HS54     | 1204                                     | 1004                                     | 1104                                     | 1304                                     | 1054                                     | 1254                                     | 2008年10月17日 |
| HS55     | 1205                                     | 1005                                     | 1105                                     | 1305                                     | 1055                                     | 1255                                     | 2008年11月11日 |
| HS56     | 1206                                     | 1006                                     | 1106                                     | 1306                                     | 1056                                     | 1256                                     | 2008年12月1日  |
| HS57     | 1207                                     | 1007                                     | 1107                                     | 1307                                     | 1057                                     | 1257                                     | 2008年12月15日 |
| HS58     | 1208                                     | 1008                                     | 1108                                     | 1308                                     | 1058                                     | 1258                                     | 2009年1月8日   |
| HS59     | 1209                                     | 1009                                     | 1109                                     | 1309                                     | 1059                                     | 1259                                     | 2009年1月22日  |
| HS60     | 1210                                     | 1010                                     | 1110                                     | 1310                                     | 1060                                     | 1260                                     | 2009年2月9日   |
| HS61     | 1211                                     | 1011                                     | 1111                                     | 1311                                     | 1061                                     | 1261                                     | 2010年2月3日   |
| HS62     | 1212                                     | 1012                                     | 1112                                     | 1312                                     | 1062                                     | 1262                                     | 2011年6月9日   |
| HS63     | 1213                                     | 1013                                     | 1113                                     | 1313                                     | 1063                                     | 1263                                     | 2011年6月22日  |

| 方向     | ← 近鉄奈良神戸三宮 → | ← 近鉄奈良神戸三宮 → | 竣工           |
| 電算記号 | クハ Tc              | クモハ Mc            |                |
| HT01     | 1601                 | 1501                 | 2007年6月8日   |
| HT02     | 1602                 | 1502                 | 2007年6月8日   |
| HT03     | 1603                 | 1503                 | 2008年2月27日  |
| HT04     | 1604                 | 1504                 | 2008年2月27日  |
| HT05     | 1605                 | 1505                 | 2008年3月28日  |
| HT06     | 1606                 | 1506                 | 2008年3月28日  |
| HT07     | 1607                 | 1507                 | 2008年10月8日  |
| HT08     | 1608                 | 1508                 | 2008年10月28日 |
| HT09     | 1609                 | 1509                 | 2008年12月5日  |

## 赤胴車塗装化
阪神電気鉄道は2025年7月7日に、阪神1000系電車の「ビバーチェオレンジ」を用いたデザインを「Re Vermilion」（急行用車両2代目3000系）で採用する赤色）を用いたものに順次変更すると発表した。
デザイン変更は、6両編成13本、2両編成9本の全編成が対象となり、1202Fを皮切に変更される。